# Clostridium celerecrescens
Clostridium celerecrescens è una specie di batterio appartenente alla famiglia delle Clostridiaceae.